# Kosta (Szwecja)
Kosta – miejscowość (tätort) w Szwecji, w regionie administracyjnym (län) Kronoberg, w gminie Lessebo.
Według danych Szwedzkiego Urzędu Statystycznego liczba ludności wyniosła: 985 (31 grudnia 2015), 1028 (31 grudnia 2018) i 1000 (31 grudnia 2019).